# Aanslagen in Lahore in maart 2010
De aanslagen in Lahore in maart 2010 waren twee verwante terreuracties die gepleegd werden door de Taliban in de Pakistaanse stad Lahore. In totaal vielen er meer dan 72 doden en 190 gewonden.

## 8 maart
De aanslag in Lahore op 8 maart 2010 was een zelfmoordaanslag in de Oost-Pakistaanse stad Lahore. Er vielen dertien doden en meer dan negentig gewonden. Het was het eerste grote incident van Lahore in 2010.
Rond 08:10 reed er een man met een voertuig vol explosieven het kantoor binnen van de Federal Investifation Agency's in de binnenstad van Lahore. Door de grote schade die het gebouw te verduren kreeg stortte het volledig in. De bom woog 500kg en was krachtig genoeg om een krater van 3,7 meter diep te creëren en kan iemand in een huis op 300 meter afstand van de ontploffing verwonden.
Het gebouw was eerder aangevallen op 15 oktober 2009, hierbij werden vier mensen gedood.

## 12 maart
De aanslagen in Lahore op 12 maart 2010 was een zelfmoordaanslag gericht op het leger in de Oost-Pakistaanse stad Lahore. Het was de tweede aanslag in Lahore die week, De verantwoordelijkheid van de terreuractie is opgeëist door de Pakistaanse Taliban.
Twee mannen met explosieven aan hun lijf gebonden liepen een drukke winkelstraat in. Ze lieten de bommen gelijktijdig ontploffen, het doel was een aantal legervoertuigen te vernietigen. De ontploffing veroorzaakte een grote chaos, ten minste honderd mensen raakte gewond en zevenenvijftig vonden er de dood, dit waren zevenenveertig burgers en tien soldaten. De lokale politie functionarissen hebben gezegd dat het dodental waarschijnlijk nog zal stijgen.